# بازارچه کره‌نی‌خانه
بازارچه کره‌نی‌خانا آلتی یا بازار نقارخانه یا بازارچه قائم‌مقام، بازارچه‌ای قدیمی در تبریز است که در ابتدای خیابان ارتش شمالی و مقابل بانک ملی واقع شده است. این بازارچه امروزه مرکز فروش اقسام میوه و تره بار است.

## پیشینه
بازارچه «کره نی خانا آلتی» دنباله بازارچه رنگی (رهلی بازار) و بازارچه خیابان است که پس از احداث خیابان ارتش شمالی در سال ۱۳۰۸، این خیابان بازارچه را قطع کرد. انتهای این بازارچه به کاروانسرای حاج علی نقی و بازار شیشه‌گرخانه مربوط می‌شد و یکی از بازارهای معروف تبریز به نام «بازار قائم مقام» بود که در اثر گذشت زمان کم‌کم بازار قائم مقام رو به ویرانی نهاد و قسمتی از آن در احداث خیابان از بین رفت. از ملحقات این بازار، می‌توان به مسجد شازدا (شاهزاده) اشاره کرد که به نام شاهزاده عباس میرزا نایب السلطنه قاجار نامگذاری شده بود و اکنون به نام مسجد شهدا نامگذاری شده است.
قسمت شمالی بازار قائم مقام عمارت قلعه بیگی قدیم و شهربانی جدید بود که عمارت تاریخی و قدیمی شهربانی را ویران کرده و به جای آن بلوار و فضای سبز مقابل بانک ملی را احداث کردند. نقل است که در گذر پشت شهربانی (قلعه بیگی قدیم) و نزدیکی بازار قائم مقام، سید علی محمد باب را به دار آویختند.

## وجه تسمیه
در بام عمارت قلعه بیگی یا شهربانی توسط مأموران هنگام اذان صبح و اذان مغرب در دو نوبت چند عدد شیپور یا نقاره به صدا در می‌آمد تا مأموران شبگرد، دروازه‌های هشت‌گانه شهر را ببندند. در این هنگام کسی نه حق ورود به شهر را داشت و نه حق خروج. مسافرانی که به شهر می‌آمدند، اگر دیر وقت می‌رسیدند، در کاروانسراهای خارج دروازه‌ها بیتوته می‌کردند. چون این بازارچه در جوار و زیردست عمارت شهربانی قدیم قرار داشت، نامش از بازار قائم مقام به بازارچه «کره‌نی‌خانا آلتی» (زیر بام کره‌نی) تبدیل شد. بعدها در پشت عمارت شهربانی «بازارچه مهران» در مقابل عمارت دارایی ساخته شد که در اثر تعریض خیابان توپخانه یا خیابان شاهبختی سابق (خیابان شهدا و جمهوری اسلامی) و احداث میدان شهدا، آن بازارچه نیز تخریب شد.